# Phúc Thắng (phường)
Phúc Thắng là một phường thuộc thành phố Phúc Yên, tỉnh Vĩnh Phúc, Việt Nam.

## Địa lý
Phường Phúc Thắng nằm ở phía đông thành phố Phúc Yên, có vị trí địa lý:
- Phía đông và phía nam giáp thành phố Hà Nội
- Phía tây giáp các phường Hùng Vương, Trưng Trắc và Trưng Nhị
- Phía bắc giáp phường Nam Viêm.

Phường có diện tích 6,37 km², dân số năm 2003 là 8.261 người, mật độ dân số đạt 1.297 người/km².

## Lịch sử
Ngày 17 tháng 6 năm 1949, Ủy ban kháng chiến hành chính Liên khu I ban hành Quyết định số 361-PC/2 hợp nhất khu phố Phúc Yên vào xã Đức Thắng thành xã Phúc Thắng thuộc huyện Kim Anh, tỉnh Phúc Yên.
Ngày 1 tháng 2 năm 1955, Thủ tướng Chính phủ ban hành Nghị định số 450-TTg tái lập thị xã Phúc Yên.
Ngày 5 tháng 7 năm 1977, huyện Kim Anh sáp nhập với huyện Đa Phúc thành huyện Sóc Sơn, xã Phúc Thắng thuộc huyện Sóc Sơn.
Ngày 17 tháng 2 năm 1979, Hội đồng Chính phủ ban hành Quyết định 49-CP. Theo đó, chuyển xã Phúc Thắng về huyện Mê Linh quản lý.
Ngày 9 tháng 12 năm 2003, Chính phủ ban hành Nghị định 153/2003/NĐ-CP. Theo đó:
- Chuyển xã Phúc Thắng về thị xã Phúc Yên vừa tái lập
- Điều chỉnh 93,40 ha diện tích tự nhiên và 1.911 người của xã Phúc Thắng để thành lập phường Hùng Vương
- Thành lập phường Phúc Thắng trên cơ sở toàn bộ 637,29 ha diện tích tự nhiên và 8.261 người còn lại của xã Phúc Thắng.